# France Kbek
France Kbek est une série télévisée française humoristique diffusée depuis le 5 mai 2014 sur OCS. 
La diffusion de la saison 2 commence à partir du 21 décembre 2015 sur OCS City.
Les deux saisons seront également disponible en intégralité le 21 décembre sur OCS Go.
Elle est par la suite diffusée sur Game One.

## Synopsis
Audrey est une jeune femme québécoise qui a pris un nouveau départ en France en cachant à tout le monde son origine et en disant qu'elle est bretonne. Elle se bat pour être la no 2 de son entreprise, mais problème, son patron déteste tout ce qui se rapporte au Québec. Son équilibre bascule lorsqu'une vieille copine du Québec débarque dans sa nouvelle vie, mettant en danger sa double identité.
Au début de la seconde saison, Audrey rentre au Québec pour rendre visite à sa mère malade et s'aperçoit que durant son séjour en France, un certain Cliff Hanger a été élu maire et aurait pour projet de transformer son village natal en centre commercial à ciel ouvert ainsi que de faire disparaître l'accent québécois. La mère d'Audrey la supplie donc de se présenter contre lui aux prochaines municipales, mais c'est sans compter sur son ancien patron qui se présente à son tour contre elle.

## Fiche technique
- Créateurs : Jérémie Galan, Jonathan Cohen
- Réalisateur : Jérémie Galan, Jonathan Cohen
- Producteur : Noor Sadar
- Scénaristes : Jérémie Galan, Jonathan Cohen, Arsen, Simon Astier, Anne-Sophie Girard, François Uzan
- Assistants-réalisateurs : Yannick Fauchier, Sébastien Marziniak
- Directeur de la photographie : Mathias Finkel
- Ingénieur du son : Stéphane Roché, Frank Tawil

## Épisodes

### Première Saison (2014-2015)
1. Mon pire cauchemar
2. Les experts comptables : Paris
3. Bienvenue à Papeete
4. Party Hard
5. Back to the Past 1, 2 et 3
6. Chacun sa voix
7. Bœuf au sablé breton
8. Enchanté... Chris
9. L'épisode d'avant la fin
10. L'épisode de la fin

### Deuxième Saison (2016-2017)
1. Un jour après
2. Looking for a Team
3. Détective vrai
4. Hockey débat
5. Donnant Donnant
6. Blood Campus
7. Détention dans une pièce de gens à leur insu (otages)
8. Pizza et mea culpa
9. Révélation : y a comme une petite odeur
10. Y a quelque chose qui sent la merde dans le domaine de Saint-Louis « René Guy Shakespeare »

## Récompenses
L'actrice principale Marie-Ève Perron reçoit le titre de meilleure actrice dans une série française, par le jury de la presse internationale, lors du 5e Festival Séries Mania.